# NGC 7571
NGC 7571 (również NGC 7597 lub PGC 71006) – galaktyka soczewkowata (S0), znajdująca się w gwiazdozbiorze Pegaza.
Odkrył ją Albert Marth 23 października 1864 roku. Prawdopodobnie tę samą galaktykę obserwował Herman Schultz 25 września 1867 roku, jednak błędnie określił jej pozycję i dlatego nie ma pewności, czy to rzeczywiście ją wtedy zaobserwował. John Dreyer w swoim New General Catalogue skatalogował obserwację Martha jako NGC 7597, a Schultza jako NGC 7571.